# (35571) 1998 HV6
1998 إتش في 6 (ويعرف أيضًا باسم (35571) 1998 إتش في 6 وفق تسمية الكوكب الصغير) (بالإنجليزية: 1998 HV6)‏ هو كويكب ضمن حزام الكويكبات؛ وترتيبه 35571 من حيث الاكتشاف.
اكتُشف هذا الجُرم الفلكي بواسطة  في 21 أبريل 1998.

## وصلات خارجية
- (35571) 1998 HV6 في قاعدة بيانات مختبر الدفع النفاث لأجرام النظام الشمسي الصغيرة

- الاكتشاف · مخطط المدار ·  العناصر المدارية · المعلمات المادية

- (35571) 1998 HV6 على موقع ويكي سكاي: DSS2, SDSS, GALEX, IRAS, Hydrogen α, X-Ray, Astrophoto, Sky Map, Articles and images